# Sjoestedtacris gracilipes
Sjoestedtacris gracilipes är en insektsart som beskrevs av Baehr 1992. Sjoestedtacris gracilipes ingår i släktet Sjoestedtacris och familjen gräshoppor. Inga underarter finns listade i Catalogue of Life.